# Protein ribosome 60S L22
Protein ribosome 60S L22 là một protein mà ở người được mã hóa bởi gen RPL22 nằm trên nhiễm sắc thể 1.

## Chức năng
Ribosome, phức hợp mà xúc tác cho quá trình tổng hợp protein, bao gồm một tiểu đơn vị 40S nhỏ và một tiểu đơn vị 60S lớn. Các tiểu đơn vị này bao gồm bốn loại RNA và khoảng 80 protein riêng biệt về mặt cấu trúc. Gen RPL22 này mã hóa một protein ribosome là thành phần của tiểu đơn vị 60S. Protein này thuộc họ protein ribosome L22E. Phần bên methionine khởi đầu của nó được loại bỏ sau khi dịch mã. Protein có thể liên kết đặc biệt với các RNA nhỏ được mã hóa bởi virus Epstein-Barr (EBERs hay Epstein–Barr virus-encoded small RNAs) 1 và 2. Protein này ở chuột đã được chứng minh là có khả năng liên kết với heparin. Các biến thể phiên mã sử dụng các tín hiệu thay thế đuôi polyA đang tồn tại. Như là điển hình cho các gen mã hóa protein ribosome, có nhiều gen giả của gen này được nhân lên và phát tán trong khắp bộ gen. Trước đây người ta nghĩ rằng gen này được định vị tới 3q26 và nó được hợp nhất với gen bệnh bạch cầu myeloid cấp 1 (AML1) nằm ở 21q22 ở một số bệnh nhân hội chứng rối loạn sinh tủy liên quan đến chuyển đoạn NST 3 và 21; tuy nhiên, sựu hợp nhất này thực sự liên quan đến một protein ribosome L22 giả thuyết ở nằm ở 3q26, và gen này thực sự lại định vị tới 1p36.3-p36.2.
Cùng với RPL4, RPL22 tạo thành nơi co hẹp hẹp nhất của kênh thoát ribosome (các rãnh mà qua đó một chuỗi protein đang dài ra rời khỏi ribosome), và do đó đột biến trong RPL22 được cho là làm thay đổi hiệu quả mà quá trình dịch mã protein diễn ra.

## Liên quan đến côn trùng
Gen này có thể đóng vai trò trong tính kháng độc tính của côn trùng. Trong muỗi culex, đây là một trong một số protein ribosome được biểu hiện quá mức trong các chủng kháng với thuốc trừ sâu deltamethrin. Phân tích tập trung hơn cho thấy muỗi kháng thể hiện RPL22 ở mức cao hơn 2,5 lần so với các chủng nhạy cảm với thuốc; tuy nhiên, nghiên cứu tương tự cũng cho thấy sự biểu hiện quá mức của RPL22 ở các tế bào được chuyển nạp đã làm giảm biểu hiện của một gen kháng deltamethrin khác (CYP6A1) và khiến các tế bào này ít kháng thuốc trừ sâu hơn. Ít bí ẩn hơn, nhiều nghiên cứu chỉ ra rằng các đột biến trong RPL22 gây kháng erythromycin trên vi khuẩn E. coli.